# IObit Protected Folder
 IObit Protected Folder — программа, разработанная компанией Iobit, которая блокирует папки и файлы с доступом по паролю для защиты данных от кражи, утери или утечки. Благодаря простому и понятному интерфейсу и лёгкости установки получила широкое распространение по всему миру, интерфейс переведён на различные языки.
Она работает в операционных системах Windows 7, Windows 8, Vista, XP, Server 2008 и 2003 и представляет собой безопасный ящик, куда можно складывать файлы/папки, которые необходимо скрыть от посторонних глаз. В папке Protected Folder документы никто не сможет прочитать и отредактировать без ввода нужного пароля.

## Ключевые характеристики Protected Folder
- Простота в работе. Пользователю достаточно перетащить (drag-and-drop) файлы в папку Protected Folder и задать пароль. Интуитивно понятный интерфейс оптимально подходит как для новичков, так и для профессионалов в сфере работы с данными.
- Надёжное скрытие информации. Папки и файлы, видео и изображения, программы и другие типы файлов можно полностью прятать от доступа других пользователей. Кроме того, реализована функция настройки уровня доступа. Например, сотрудники организации будут видеть документы, но не смогут открывать и редактировать их. Предусмотрена трёхуровневая защита:
  - нельзя удалить или изменить файлы;
  - нельзя прочитать или выполнить файл;
  - нельзя увидеть файл или каталог
- Защита приватности. В папке Protected Folder удобно хранить конфиденциальные данные, так как это позволяет не только предотвращать доступ к ним, но также и защищать информацию от случайного удаления и заражения вирусами.

## Критика
Некоторые пользователи критикуют программу за то, что интерфейс не сильно гибкий. Например, в нём нельзя временно открыть какой-либо уровень доступа на объект.